# Semarites
Els semarites van ser una tribu dels cananeus, esmentats a la Bíblia. Ocupaven la regió de la ciutat de Zemar (Sumurru o Simirra), a la que possiblement van donar el nom.
La ciutat de Zemar es menciona a les Cartes d'Amarna i als registres assiris.